# Y Thi Phẩm Vương
Y Thi Phẩm Vương (mất 407, trị vì 346–407) là người cai trị thứ năm của Kim Quan Già Da, một thành bang của liên minh Già Da tại Triều Tiên cổ đại. Ông là con trai của Cư Sất Di Vương và phu nhân A Chí (Aji). Ông kết hôn với phu nhân Trinh Tín (Jeongsin), bà cũng là mẫu thân của Tọa Tri Vương.